# François Charles de Bourlamaque
Pour les articles homonymes, voir Bourlamaque (homonymie).
François Charles de Bourlamaque (1716 à Coutevroult - 24 juin 1764 à Basse-Terre) est un général français du XVIIIe siècle. Il fut ingénieur militaire, capitaine aide-major, colonel d'infanterie, commandant d'infanterie, commandant, brigadier général, major-général, commandeur de l'ordre royal et militaire de Saint-Louis et gouverneur de la Guadeloupe.

## Biographie
Engagé en 1739 dans le  régiment du Dauphin comme volontaire, il gravit les échelons jusqu'au grade de capitaine aide-major pendant la guerre de Succession d'Autriche et participa à la bataille de Fontenoy.
Le 14 avril 1749, il devient seigneur de Coutevroult et à la même année pose la première pierre de l'église actuelle.
En 1756, il est nommé  colonel d'infanterie, s'embarque à Brest sur La Sirène et arrive au Canada le 15 mai devenant commandant en troisième auprès de Louis-Joseph de Montcalm. Il fut décoré de l'ordre royal et militaire de Saint-Louis. Il commande le régiment de la Reine. En 1757, il est nommé commandant de la région du lac Champlain. En 1758 il met en place une superbe défense de temporisation, et, avec de maigres forces, il bloque l'avance ennemie. Il sert lors des batailles des forts de l'Ontario (fort Frontenac, fort Niagara). Lors de la bataille de Fort Oswego, au sud du lac Champlain, il est blessé. À la bataille de Fort Carillon en 1758, il subit une nouvelle blessure. Il participe aussi à la bataille de Sainte-Foy, lors de laquelle il est encore blessé le 28 avril 1760. Il se trouve dans la ville de Montréal lors de sa capitulation le 8 septembre de la même année, et doit ensuite retourner en France.
Devenu maréchal de camp en 1762, il procède en juin 1763 à l'évacuation des anglais en Guadeloupe qui est rétrocédée à la France à la suite du traité de Paris. Il prend possession du Port-Louis le 4 juillet puis fort de la Basse-Terre le 5 juillet. Il est nommé Gouverneur de la Guadeloupe, soutient l'importance de la Nouvelle France et écrit un mémoire pour la défendre. Il meurt à la Guadeloupe le 24 juin 1764 de fièvre.
Il a été inhumé dans l'église Notre Dame du Mont-Carmel à Basse-Terre.

## Hommages
- La ville de Bourlamaque au Québec  fut nommé en son honneur.
- L'avenue De Bourlamaque a été nommée en son honneur, vers 1910, dans la ville de Québec.

## Ascendants
Il descendait d'une ancienne famille patricienne de Lucques, les Burlamacchi dont le patronyme a été francisé.
Son arrière-grand-père, Salvatore, banquier à  Lucques, Amsterdam et Lyon, né le 9 novembre 1602 à Lucques avait épousé Marguerite de Lumagne, fille du banquier Jean André Lumague et sœur de Marie Lumague.  Salvatore  avait reçu des lettres de naturalité en 1633. Son grand-père  François, fut page de Louis XIV et épousa en 1673 Marie Picot fille de Jacques, seigneur  du Vivier et de la Motte de Coutevroult, maître d'hôtel ordinaire du roi. Son père Jean François fut capitaine au régiment du Dauphin et mourut en juin 1734 lors de la bataille de Parme. Sa mère Claude Gatian était la fille d'un conseiller et maître de requête du Parlement de Paris. Sa tante paternelle, Catherine Isidore de Bourlamaque était abbesse de l'abbaye du Pont-aux-Dames de 1727 à sa mort en 1752.

## Sources et bibliographie
- Lettres de M. de Bourlamaque au chevalier de Lévis publ. sous la dir. de l'abbé H.-R. Casgrain, Québec : Impr. de L.-J. Demers, 1891 Lettres sur Gallica
- Articles de Roger Martin  dans le Bulletin de la Société littéraire et Historique de la Brie : volume 31-1974, volume 33-1976, volume 37-1981, volume 38-1982.
- Registres Paroissiaux de la paroisse de Coutevroult (Seine-et-Marne)
- Guy Frégault, La Guerre de la Conquête, Montréal, Fides, 2009, 514 p. (ISBN 978-2-7621-2989-2)
- Jacques Mathieu et Sophie Imbeault, La Guerre des Canadiens. 1756-1763, les éditions du Septentrion, Québec, 2013, 280 p. [présentation en ligne]
- Laurent Veyssière (dir.) et Bertrand Fonck (dir.), La guerre de Sept Ans en Nouvelle-France, Québec, Septentrion (Canada) et PUPS (France), 2012, 360 p. (ISBN 978-2-89448-703-7)
- (en) Fred Anderson, Crucible of War : The Seven Years' War and the Fate of Empire in British North America, 1754-1766, New York, Knopf, 2000, 862 p. (ISBN 978-0-375-40642-3, OCLC 40830180, lire en ligne).
- (en) Alfred A. Cave, The French and Indian war, Westport, Connecticut - Londres, Greenwood Press, 2004, 175 p. (ISBN 978-0-313-32168-9, OCLC 57479223, lire en ligne)